# ساري عرابي
ساري عرابي خليل طه (30 مايو 1980 -) كاتب وباحث في القضايا العربية والإسلامية. سجين سابق لدى الاحتلال الإسرائيلي عدة مرات بلغ مجموعها خمس سنوات، وسجين سياسي سابق لدى السلطة الفلسطينية. اعتقلته الأجهزة الأمنية التابعة للسلطة الفلسطينية في الضفة الغربية بتاريخ 11/7/2009 بعد خروجه من سجون الاحتلال بفترة وجيزة على خلفية آرائه السياسية ونشاطه الإعلامي، واتهمته بالانتماء لحركة حماس والقيام بدور قيادي فيها. أصدرت المحكمة العسكرية الخاصة بحقه حكما بالسجن ثلاث سنوات غير قابلات للنقض أو الاستئناف، بتهمة انتقاد سياسات السلطة الفلسطينية، وهو ما اعتبرته المحكمة مسا بهيبة السلطة ومناهضة لسياساتها.

## حياته ونشأته
ولد ساري عرابي في رام الله، ونشأ في قرية رافات الملتصقة بمدينة مدينة رام الله من الجنوب، والتابعة لمحافظة القدس ضمن قرى شمال غرب القدس. درس في مدرسة قريته حتى الصف السادس الابتدائي، ثم أكمل دراسته الأساسية والثانوية في المدرسة الثانوية الشرعية في مدينة البيرة حتى اعتقل وهو على مقاعد الدراسة في العام 1998 لدى الاحتلال الإسرائيلي. ونشط دعويا وسياسيا وطلابيا في مسجد قريته وهو صغير ثم في مدرسته وفي مساجد مدينة البيرة.
التحق بقسم اللغة العربية وآدابها في كلية الآداب في جامعة بيرزيت بعد خروجه من السجن عام 1999، وتخرج منها بعد عشر سنوات تخللتها اعتقالات ومطاردات لدى الاحتلال الإسرائيلي، ثم أكمل دراسة الماجستير في نفس الجامعة في برنامج الدراسات العربية المعاصرة، وقد اعتقل أثناء دراسة الماجستير لدى السلطة الفلسطينية عدة مرات.

## اعتقالاته
سجن لدى الاحتلال في العام 1998، بتهمة قيادة العمل الطلابي في مدارس رام الله، وسجن بين أعوام 2001-2003 بتهمة قيادة الكتلة الإسلامية في جامعة بيرزيت، ثم اعتقل إدارياً في عامي 2004، و2005، وسجن بين عامي 2007-2009، بتهمة إدارة المكتب الإعلامي لحركة حماس في رام الله، وإدارة عدد من النشاطات السياسية والتنظيمية والإعلامية التابعة للحركة.

## في سجن السلطة الفلسطينية (حركة فتح)
اعتقلته السلطة الفلسطينية التابعة لحركة فتح، في العام 2009، وحكمت عليه في محكمة عسكرية بالسجن مدة ثلاث سنوات، بتهمة إدارته بعض المؤسسات الإعلامية لحركة حماس، وعلى خلفية نشاطه التنظيمي طوال الفترة التي مضت من عمره، كما واتهمته بكتابة بعض الآراء المعارضة لسياسات السلطة الفلسطينية، وأفرجت عنه في شهر 8 من العام 2011، وقد استدعته واعتقلته الأجهزة الأمنية بعد الإفراج عنه لفترات وجيزة.
انتقدت مؤسسات حقوق الإنسان اعتقاله على خلفيه رأيه وانتمائه السياسي، ونددت بعرضه كمواطن مدني على محكمة عسكرية.
كان من أوائل المدنيين المحكومين في محاكم عسكرية لدى السلطة الفلسطينية، وعلى خلفية الرأي السياسي والنشاط الصحفي والإعلامي.
عانى من عدة أمراض أثناء اعتقاله، وأخذت قضيته صدى إعلاميا.

## مسيرته
يعمل إماما وخطيبا لدى وزارة الأوقاف، وكاتبا وباحثا في قضايا السياسة والفكر الإسلامي في عدد من الصحف والمجلات والمواقع الإلكترونية ومراكز الأبحاث. ويظهر كمتحدث في القضايا الثقافية والفكرية والسياسية في عدد من القنوات التلفزيونية.